# Pollimyrus schreyeni
Pollimyrus schreyeni är en fiskart som beskrevs av Max Poll 1972. Pollimyrus schreyeni ingår i släktet Pollimyrus och familjen Mormyridae. IUCN kategoriserar arten globalt som livskraftig. Inga underarter finns listade i Catalogue of Life.